# Oropesa (Toledo)
Oropesa es un municipio y localidad española de la provincia de Toledo, en la comunidad autónoma de Castilla-La Mancha. El término municipal tiene una población de 2564 habitantes (INE 2024).

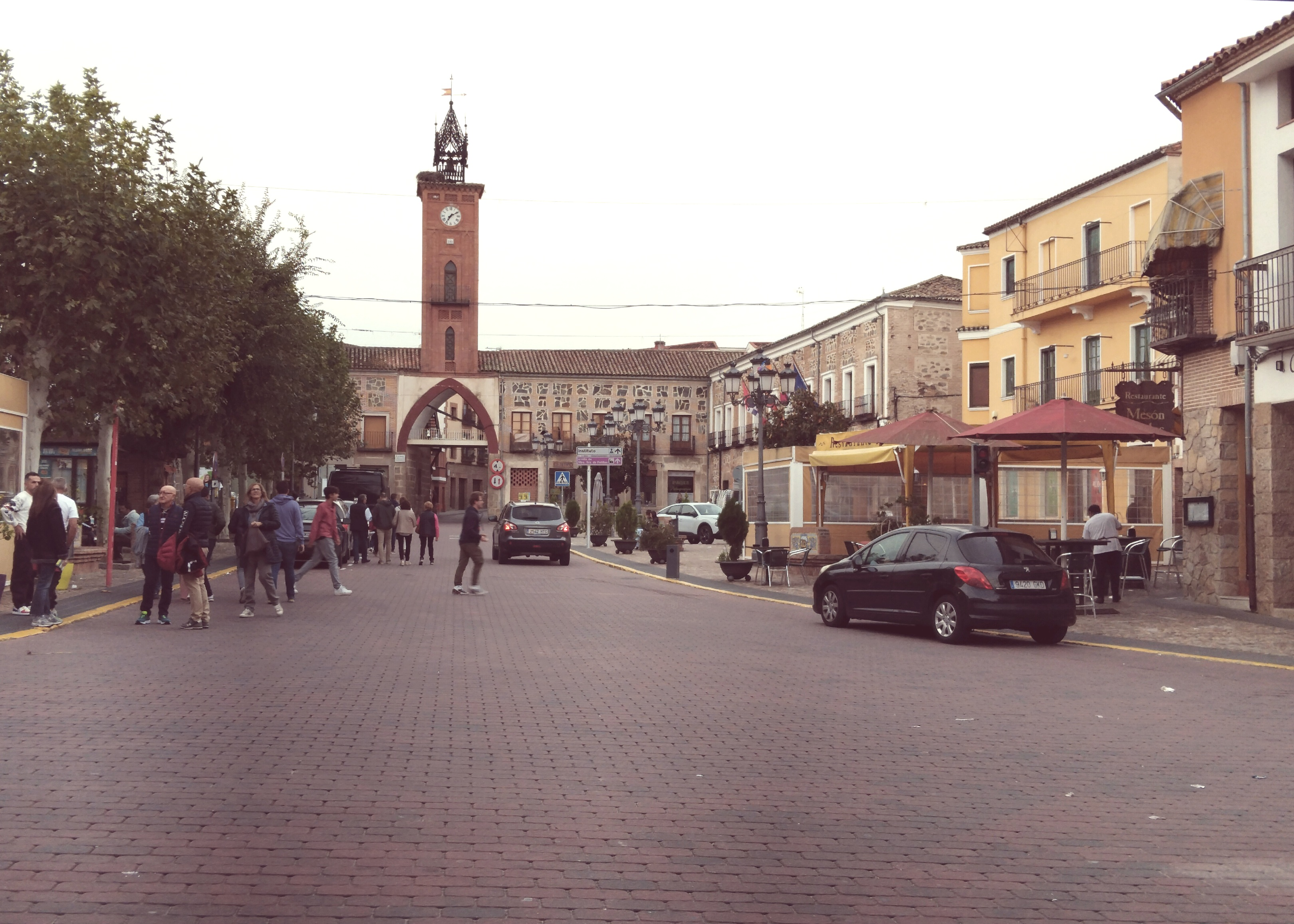
Oropesa

## Toponimia
El topónimo Oropesa es de origen muy antiguo, lo que dificulta indicar su origen y motivación. La idea más aceptada es su procedencia del topónimo prerromano Otobesa.

## Geografía
El municipio se encuentra situado al noroeste de la provincia de Toledo, a unos 117 km de la capital provincial. Se sitúa a 434 m sobre el nivel del mar, en un terreno bastante llano entre los valles del Tiétar al norte y del Tajo al sur. Pertenece a la comarca de Campana de Oropesa y contiene los términos segregados (exclaves) de Rosarito y las dehesas del Verdugal, de Horcajo y de Villalba. 
- El término municipal no segregado limita con los términos municipales de Candeleda, Arenas de San Pedro, Navalcán, Parrillas, Velada, Torralba de Oropesa, Alcañizo, Calera y Chozas, Alcolea de Tajo, Torrico y Lagartera.
- Rosarito (noroeste) limita con Candeleda, La Calzada de Oropesa, Talayuela, Pueblonuevo de Miramontes, Villanueva de la Vera y Madrigal de la Vera.
- La Dehesa del Verdugal (suroeste) limita con La Calzada de Oropesa, El Gordo, Peraleda de la Mata y Talayuela.
- La Dehesa del Horcajo (oeste) limita con Torralba de Oropesa, Velada, Calera y Chozas y Alcañizo.
- La Dehesa de Villalba (este) limita con Herreruela de Oropesa, La Calzada de Oropesa y Las Ventas de San Julián.

Los límites del enclave municipal de Oropesa (sin considerar los exclaves), son:
| Noroeste: Lagartera, Candeleda | Norte: Candeleda, Arenas de San Pedro, Navalcán | Noreste: Parrillas                          |
| Oeste: Lagartera               |                                                 | Este: Velada, Torralba de Oropesa, Alcañizo |
| Suroeste: Torrico              | Sur: Alcolea de Tajo, Torrico                   | Sureste: Calera y Chozas                    |

Al noreste se encuentra el embalse de Navalcán, alimentado por las aguas del río Guadyerbas, afluente del Tiétar que forma el embalse de Rosarito, en el enclave que le da su nombre. Por su territorio discurren numerosos arroyos, como los del Porquerizo, Alcañizo, del Soto, los Alijares o de San Julián al norte y del Sapo, de la Noria, del Regalo o de Zarzuela al sur. Sus cotas más elevadas se encuentran al norte en el monte Bucher, 488 m sobre el nivel del mar, y Santa María, 459 m. Entre los montes y dehesas están los de «Villalba, Dehesilla de la Peñitas, Valtravieso, Alcornocal, del Cristo, Miguel-Tellez, Valdecasillas, Golin, Chaparral, Corralejo, Sapo, Pozuelo, Dehesilla del Pozuelo, Horcajo, Dehesa Nueva, Bedugal, Dehesas del encinar y el Robledo».

## Historia
Fue conquistada por los romanos, luego por los árabes y reconquistada en el siglo XI, formó parte de la Comunidad de Villa y Tierra de Ávila. Aparece citada por primera vez en un documento fechado el 9 de julio de 1277 en el que Alfonso X manda a Pedro Martínez que se dirija a Oropesa y Torralba y obligue a restituir a los que habían entrado en el donadío de Velada los daños causados a Velasco Velázquez. En aquella época pertenecía a la Orden de Santa María de España.
En 1366 Enrique II le concedió el señorío de esta villa a García Álvarez de Toledo, como recompensa a su renuncia del maestrazgo de la Orden de Santiago y también por otros servicios prestados. Su descendiente, Fernando Álvarez de Toledo y Herrera, fue el primer conde de Oropesa, nombrado por los Reyes Católicos.
En su término existieron diferentes poblaciones, hoy ya destruidas, como la de Aravalles, en el camino que va a Parrillas, Guadiervás altas y bajas, a las orillas del río Guadyerbas o Fuente del Maestro, en el camino que va a El Puente del Arzobispo. De otros despoblados como los de Aldehuela, Ruimartin y Fuente de Cantos, se tienen noticias de su existencia, aunque no se pueda fijar donde estuvieron situados.
A mediados del siglo XIX tenía 330 casas y el presupuesto municipal ascendía a 45 567 reales de los cuales 4400 eran para pagar al secretario. El nombre de la localidad aparece en la estrofa 1702 del Libro de buen amor del arcipreste de Hita.

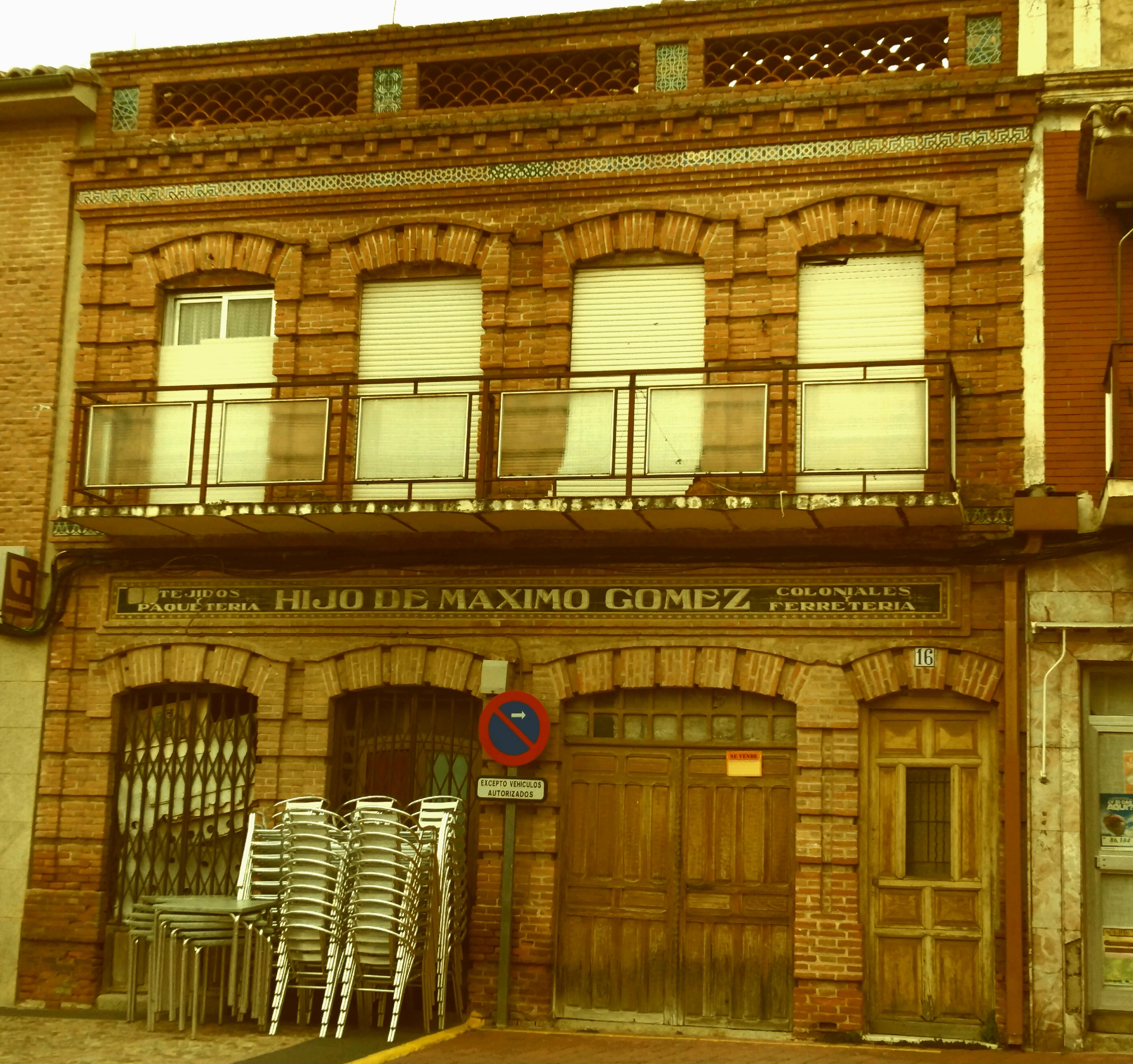
Edificio singular

## Demografía
Cuenta con una población de 2564 habitantes (INE 2024).
| Gráfica de evolución demográfica de Oropesa entre 1842 y 2021 |
| |
| Población de derecho según los censos de población del INE Población de hecho según los censos de población del INEEn estos censos se denominaba Oropesa y Corchuela: 1877, 1887, 1897, 1900, 1910, 1920, 1930, 1940, 1950 y 1960 |

## Economía

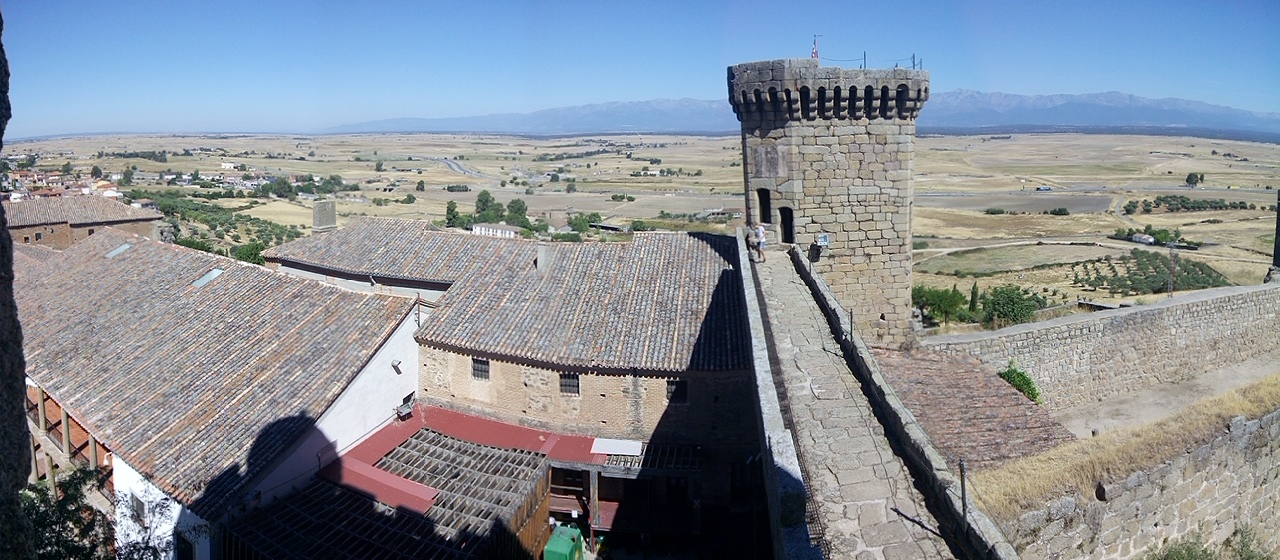
Vista norte desde el castillo de Oropesa. Al fondo se aprecia la vertiente sur de la sierra de Gredos

Históricamente ha sido una población fundamentalmente agrícola. Durante el siglo XIX se producían «cereales de todas clases, aceite, vino, yerbas y bellota», manteniéndose así mismo ganado lanar, cabrío, vacuno y porcino. En cuanto a la industria y el comercio se encontraban cuatro molinos de aceite y tres de harina.
En la actualidad el sector predominante es el de servicios con un 58,3 % del total de empresas que operan en el municipio, seguido por los de la agricultura con un 18,3 %, la construcción con un 14,2 % y finalmente la industria con un 9,2 %.

## Administración
| Periodo   | Nombre                                                           | Partido       |
| --------- | ---------------------------------------------------------------- | ------------- |

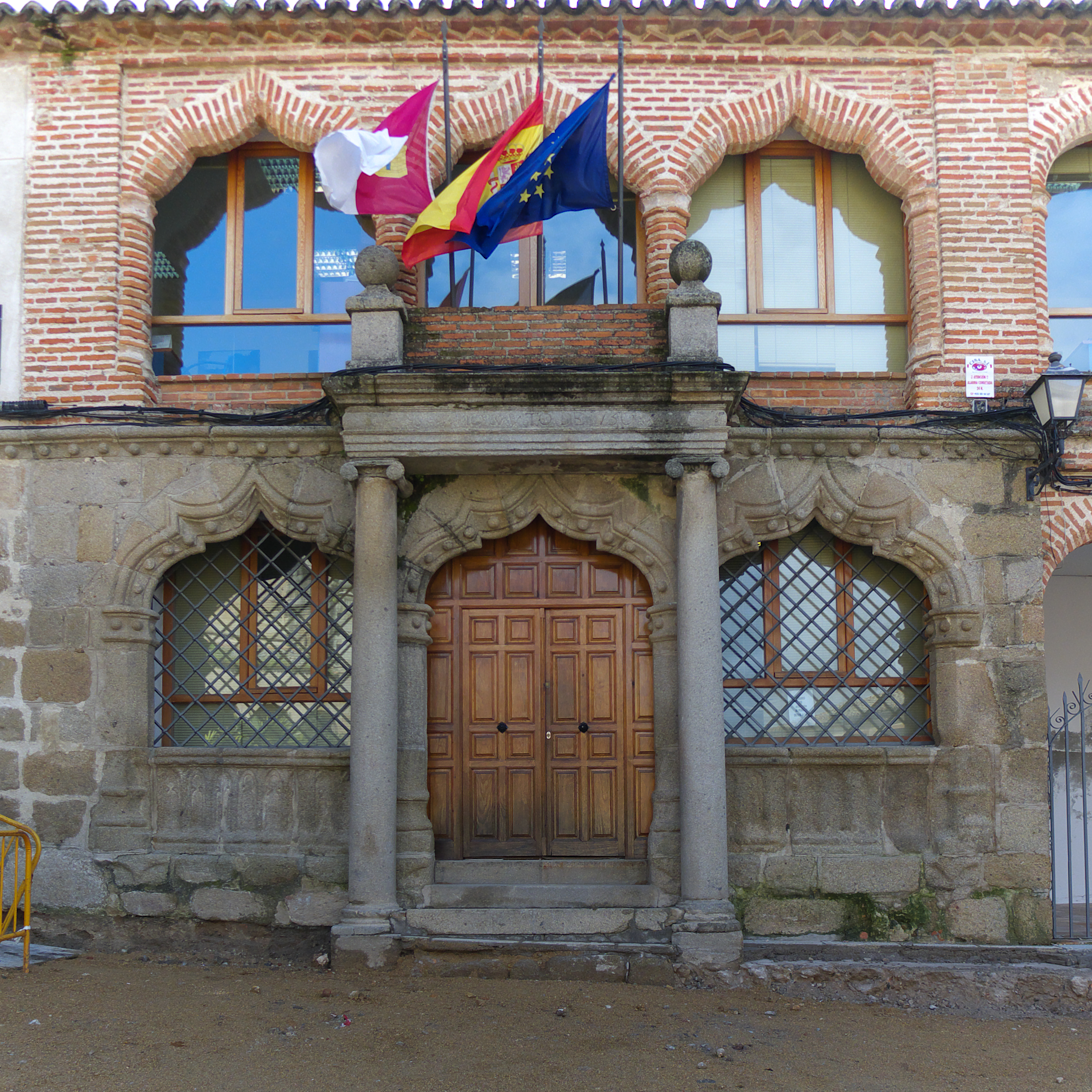
Casa consistorial

| 1979-1983 | Agustín de Burgos de Victoriano                                  | UCD           |
| 1983-1987 | Agustín de Burgos de Victoriano                                  | Independiente |
| 1987-1991 | María del Carmen Goicoechea Vega 22/06/1988 Antonio Aranda Pinto | PP PSOE       |
| 1991-1995 | Antonio Aranda Pinto                                             | PSOE          |
| 1995-1999 | María del Carmen Goicoechea Vega                                 | PP            |
| 1999-2003 | María del Carmen Goicoechea Vega                                 | PP            |
| 2003-2007 | Juan Antonio Morcillo Reviriego                                  | PSOE          |
| 2007-2011 | Juan Antonio Morcillo Reviriego                                  | PSOE          |
| 2011-2015 | José Manuel Sánchez Arroyo                                       | PP            |
| 2015-2019 | Juan Antonio Morcillo Reviriego                                  | PSOE          |
| 2019-2023 | Juan Antonio Morcillo Reviriego                                  | PSOE          |
| 2023-act. | Rubén Zapardiel Otero                                            | PSOE          |

El gobierno municipal se articula a través de un ayuntamiento formado por once concejales. En las elecciones locales del 28 de mayo de 2023 el resultado fue de 6 concejales para el PSOE local y 5 para el PP local. Resultados Totales de Oropesa- Municipales
| Elecciones municipales del 28 de mayo de 2023 |       |         |            |
| Partido                                       | Votos | %       | Concejales |
| Partido Popular                               | 822   | 47,40 % | 5          |
| Partido Socialista Obrero Español             | 872   | 50,28 % | 6          |

## Patrimonio histórico-artístico

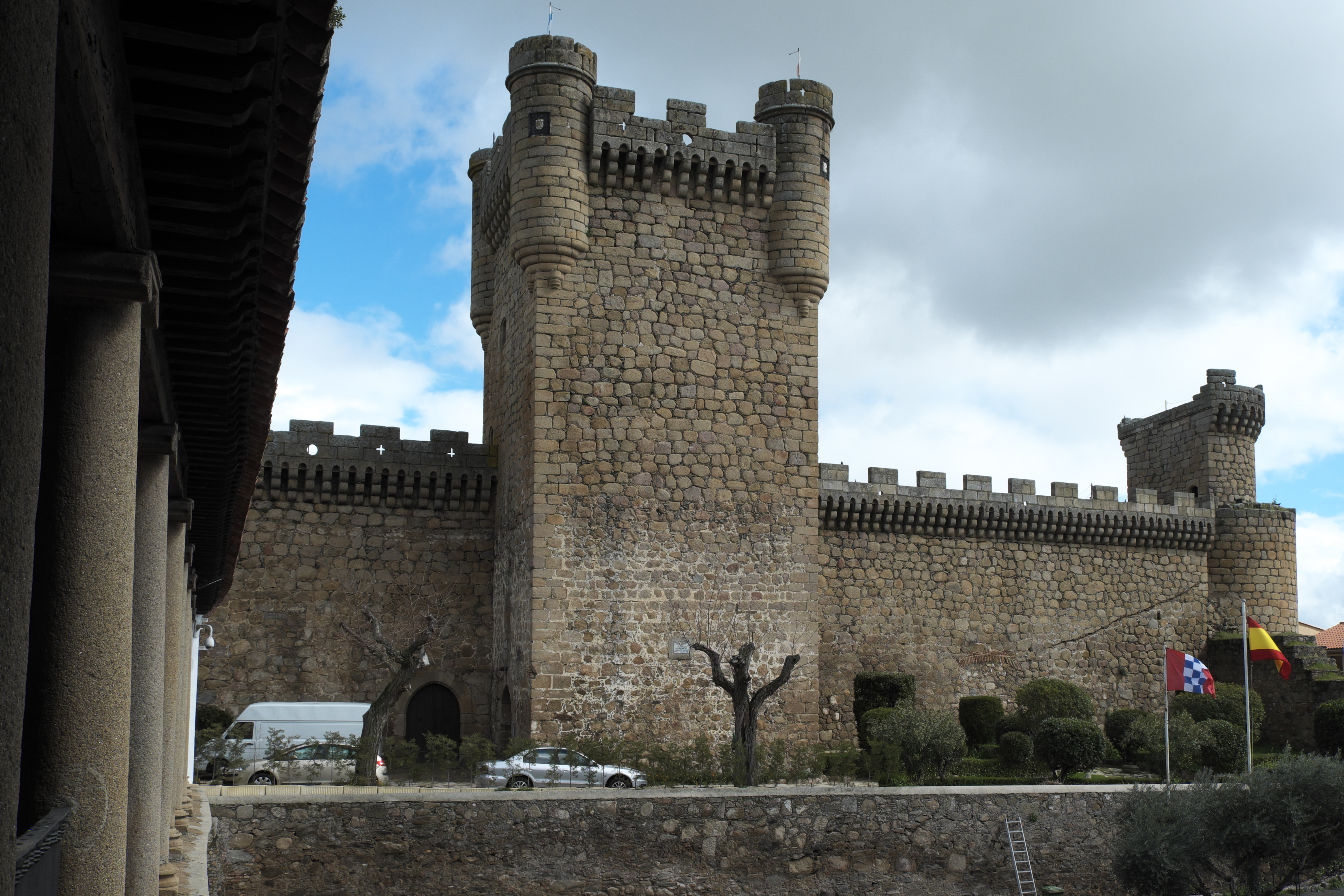
Vista del castillo de Oropesa

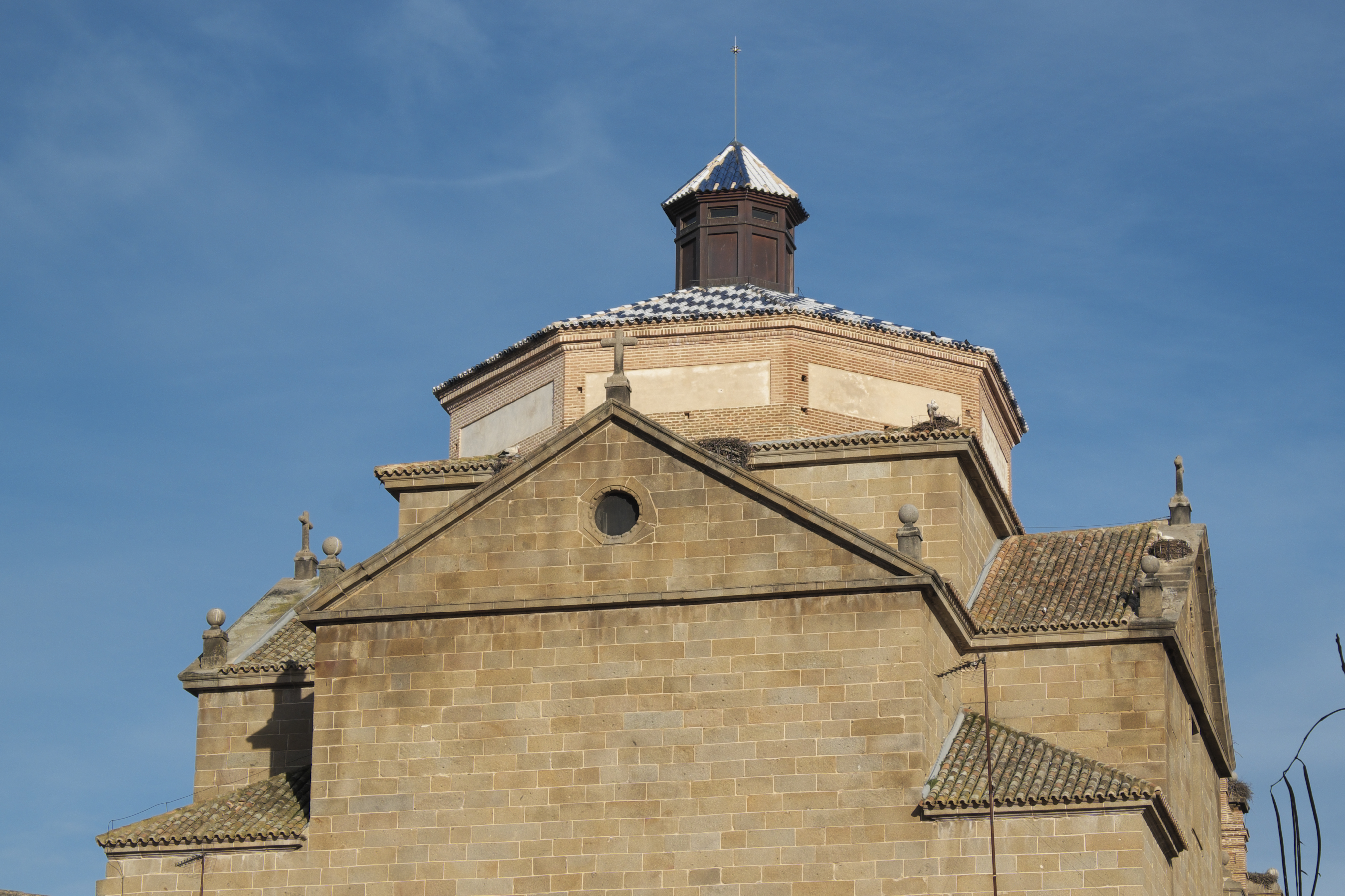
Vista de la iglesia del colegio de Jesuitas

- Castillo de Oropesa: El castillo de Oropesa es una construcción ubicada en el lado norte de la villa de Oropesa (Toledo), localidad enclavada en el extremo occidental de la provincia de Toledo. Lo forman dos edificios, conocidos como el castillo viejo o “patio musulmán”, datado de los siglos XII y XIII y el nuevo, datado en los siglos XIV y XV, ambos adosados, el uno junto al otro. La historia de estas construcciones pertenece, pues, a dos épocas sucesivas de la Edad Media, la musulmana (castillo viejo o “patio musulmán”) y la cristiana (castillo nuevo), pero que han seguido caminos paralelos, vinculados al devenir de la familia de los Álvarez de Toledo y al Condado del Señorío de Oropesa. Formado por dos construcciones, una antigua y otra nueva, la antigua data de tiempo de los árabes, y fue levantada sobre una estructura romana de planta rectangular y torres circulares. La nueva, comenzada a construir por una de las ramas de los miembros de la Casa de Álvarez de Toledo, los luego condes de Oropesa, aproximadamente en 1402, también posee una planta rectangular, en cambio, sus torres son diferentes. En su interior está situada una gran plaza a la cual sólo se puede acceder por una puerta siempre vigilada por una de sus torres, a la que se accede por una rampa escalonada de la cual se dice que es una de las más famosas de España. El patio de armas, donde hoy en día se celebran actos culturales, es un gran rectángulo que recoge las infraestructuras de la fortaleza. Está declarado como bien de interés cultural.
- Iglesia de Nuestra Señora de la Asunción: del siglo XV, de estilo plateresco. Posee una nave dividida en tres tramos, donde destaca una portada del siglo XVII. Está declarada como bien de interés cultural.
- Colegio de Jesuitas: del siglo XVI, de estilo renacentista. Consta de iglesia, llamada de San Bernardo, y colegio propiamente dicho, como un patio de columnas central. Está declarado como bien de interés cultural.
- Palacio Nuevo: del siglo XVI, de estilo renacentista. Fachada principal con tres cuerpos de altura y un cuerpo octogonal, llamado el "Peinador de la Duquesa", a su derecha.Está declarado como bien de interés cultural.
- Ermita de la Peñitas: del siglo XVIII, de estilo barroco. Tiene planta rectangular, con una sola nave cubierta por bóveda de medio cañón.
- Plaza del Navarro: es el principal punto de encuentro del pueblo, su elemento más significativo es la torre del reloj  (construida en 1901) que forma un arco apuntado sobre una callejuela.

## Fiestas
- 40 días después de la Semana Santa: Santísimo Cristo. Orquestas, bailes, atracciones, en La Corchuela.Jornadas Medievales

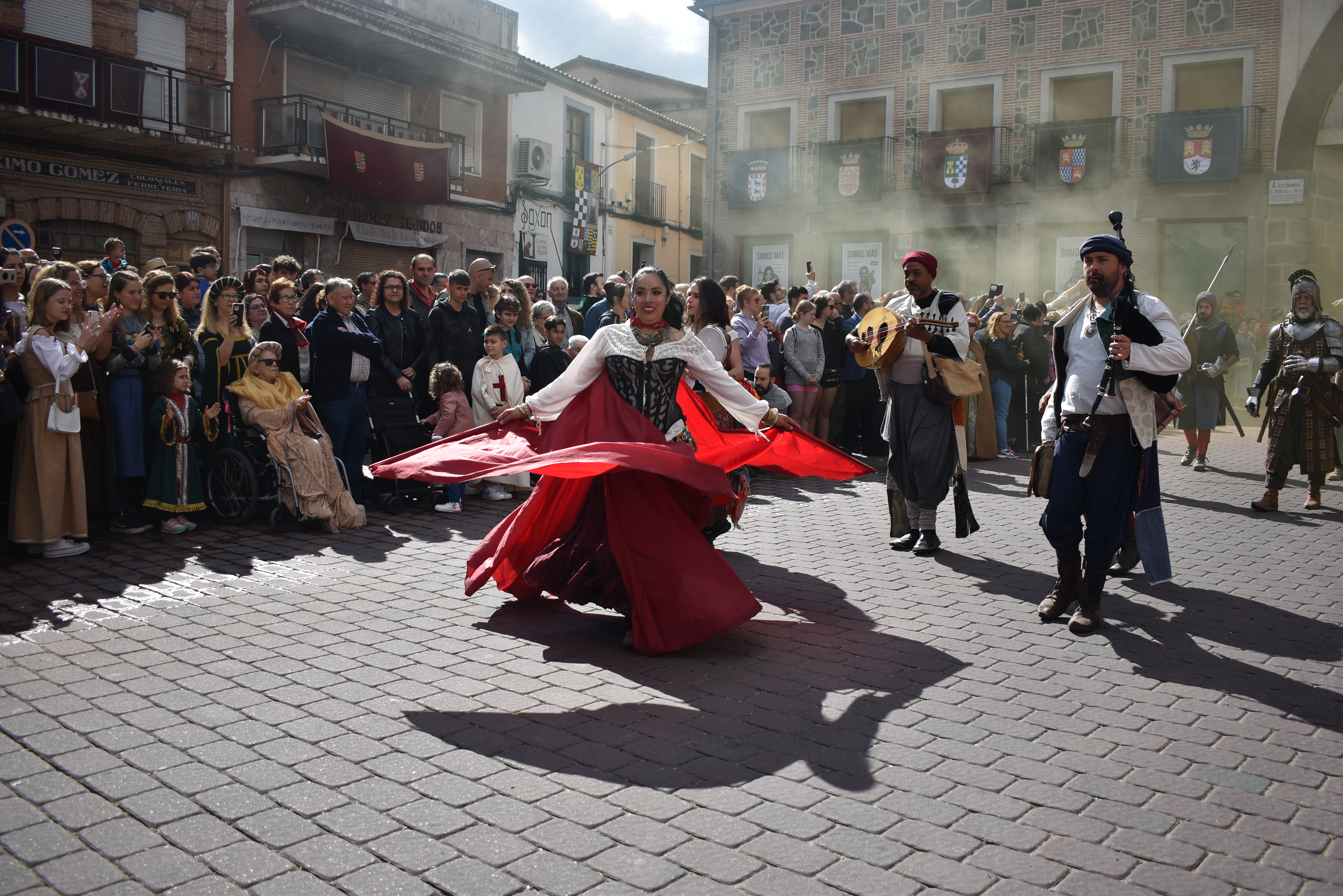
Jornadas Medievales

- Mes de abril: Jornadas Medievales donde moros y cristianos conviven y se recrea la leyenda que da nombre a la población. Durante tres días las calles se llenan de puestos, hay actuaciones, pasacalles, competiciones y prácticamente todo el pueblo se viste de acuerdo con la época en la que se sumergen. Todas las actividades se emplazan en el castillo y las calles próximas a él, aunque no por ello suelen restringirse a éstas y muchas veces los pasacalles suelen recorrer todas las calles siempre y cuando haya gente en ellas.
- 25 de abril: romería de San Marcos. Se elaboran Hornazos dulces y se va al campo a comerlos.
- 8 de septiembre: fiestas patronales en honor de La Virgen de Peñitas. Empiezan el día 8 y acaban el día 10.
- 19 de septiembre: fiestas patronales en honor de san Alonso de Orozco.
- 1 de noviembre: día del Calbote. Es tradición pasar el día en el campo.